# Andreas Baader
Andreas Baader, nemški terorist, * 6. maj 1943, München, † 18. oktober 1977, Stuttgart.
Oče Andreasa Baaderja, priznani zgodovinar dr. Berndt Phillipp Baader, je bil leta 1945 zajet v Sovjetski zvezi med sklepnimi boji druge svetovne vojne in se ni nikoli več vrnil domov. Tako je Andreas odraščal brez očeta ob vzgoji matere in tete, ki jih trmasti Andreas ni kaj prida upošteval. Kljub temu da je veljal za bistrega otroka je že v mladosti postal prestopnik, ki se je ukvarjal s tatvinami avtomobilov in divjanjem po ulicah Münchna brez vozniškega izpita, zaradi česar je bil kasneje tudi izključen iz srednje šole.
Pri dvajsetih letih je odšel v Zahodni Berlin, kjer je spoznal umetnico Ellinor Michel. Kmalu se je preselil k njej in njenemu možu in se ljubezensko zapletel z Ellinor. Leta 1965 se jima je rodila hči, Suse. Kljub temu je Andreas še vedno pohajkoval po Berlinu in menjal dekleta. Tako je leta 1967 spoznal Gudrun Ensslin, s katero se je spet zapletel v resnejšo zvezo. Kmalu jo je začel vpletati v svoje načrte o levičarski skupini, ki bi se borila proti kapitalizmu in bi temeljila na marksistični teoriji ter bi, ko bi postala dovolj močna, izvedla državni udar.
Kmalu sta se pridružila novoustanovljeni levičarski, maoistično-marksistični teroristični skupini z imenom Frakcija rdeče armade (nemško Rote Armee Fraktion (RAF)). Tam sta kmalu prevzela vodilni vlogi in že leta 1968 podstavila bombo v frankfurtsko veleblagovnico. Za to dejanje sta bila leta 1970 obsojena na zaporno kazen. Ob pomoči novinarke Ulrike Meinhof pa jima je uspelo pobegniti iz zapora. Ta se je skupini pridružila, kar je dalo frakciji popularno ime Baader-Meinhof, čeprav Meinhofova ni nikoli vodila organizacije.
V naslednjih dveh letih je Baader s skupino nadaljeval s terorističnimi akcijami, leta 1972 pa so ga skupaj z Janom Carlom Raspejem in Holgerjem Meinsom v velikem strelskem obračunu zajeli pripadniki protiteroristične enote GSG-9. Kmalu zatem so aretirali tudi Ensslinovo in Meinhofovo. Na, do tedaj najdaljšem in najdražjem sojenju v Nemčiji so bili vsi obsojeni na dolge zaporne kazni. RAF je začela izvajati različne teroristične akcije, da bi dosegla izpustitev zapornikov (glej članek o RAF), vendar je bila nemška vlada odločena, da se s teroristi ne bo pogajala.
18. oktobra 1977 je bil Andreas Baader najden mrtev v svoji zaporniški celici. Umrl je zaradi strelne rane, ki naj bi bila posledica samomora, čeprav so okoliščine njegove smrti nejasne. Istega dne so v svojih celicah našli mrtva še Raspeja in Ensslinovo. Četrto pripadnico skupine, Irmgard Möller, so kljub težkim poškodbam prsi, kamor naj bi se v poskusu samomora zabodla, rešili.